# 禾林出版公司
禾林出版公司（英語：Harlequin Enterprises Limited），是一家總部位於加拿大多倫多的出版公司。主要出版愛情小說以及女性小說。

## 历史
在2014年被併入新闻集团旗下，並在哈珀柯林斯出版集團下運作。在通常被稱為羅曼史小說的愛情小說類別中，該公司是全世界銷量最大的。